# Cylix tupareomanaia
Cylix tupareomanaia — вид риб родини іглицевих (Syngnathidae). Описаний у 2021 році.

## Назва
Родова назва Cylix походить від грецького «kylix», що означає чаша, у зв'язку з чашоподібним гребнем, присутнім на голові. Видовий епітет tupareomanaia — неологізм, наданий кауматуа (племінний старійшина) з маорійського племені Нґатівай, і посилається на місцевість, прилеглу до типової місцевості, яку Нґатівай називають Tu Pare o Huia, що означає «шлейф гуйя» (гуйя — птах, який вимер на початку 20 століття). Щоправда у назві слово Huia заменене на Manaia (з маорійської перекладається як «Морський коник»).

## Поширення
Ендемік Нової Зеландії. Три особини риби зібрані в затоці Ваятапауа на північному узбережжі регіону Нортленд. Риба виявлена серед скелястих рифів на глибині 10-17 метрів.

## Опис
Риба завдовжки 35,5–55,5 см. Голова, нахилена вентрально під кутом приблизно 25° від головної осі тіла. Виводковий мішечок закритий. Хвостовий плавець відсутній. Чашоподібний гребінь, розташований передньо-дорсально на надпотиличній частині.